# Roads Authority (Намибия)
Roads Authority (RA) (с англ. — «Администрация дорог») — государственное учреждение в Намибии, которое отвечает за строительство и содержание дорог, находится в ведении Министерства общественных работ и транспорта Намибии.
Строительство и содержание дорог в Намибии осуществляется государственными компаниями и компаниями-подрядчиками. Штаб-квартира находится в городе Виндхук. Генеральный директор — Conrad Mutonga Lutombi.

## Функции и структура
Roads Authority состоит из различных подразделений и ведомств.
Основные функции RA:
- Строительство и ремонт дорог
- Техническое обслуживание дорог
- Планирование движения транспорта
- Менеджмент дорог (например, через Администрацию финансирования дорог)
- Мониторинг за дорогами и транспортом
- Информация о транспорте и нормативно-юридические услуги

Внутренние производственные подразделения RA:
- Корпоративные коммуникации
- Бизнес-услуги
- Внутренний финансовый учет
- Юридические консультации